# Tipularia
Tipularia is een geslacht uit de orchideeënfamilie, onderfamilie Epidendroideae.
Het geslacht telt zeven soorten die voorkomen in Noord-Amerika, Japan en de Himalaya.

## Naamgeving en etymologie
- Synoniem: Anthericlis Raf. (1819), Plectrurus Raf. (1825), Didiciea King & Prain (1896)
- Engels:

De geslachtsnaam Tipularia verwijst naar het insectengeslacht Tipula (langpootmuggen), naar de vorm van de bloem.

## Kenmerken
Tipularia zijn terrestrische orchideeën met vertakte, ondergrondse wortelstokken waaruit in de herfst een enkel blad ontspringt en in de lente een bloemstengel met een rechtopstaande, onvertakte, ijl bebloemde tros.
De bloemen dragen gelijkvormige, lancetvormige en wijd uitgespreide kelk- en kroonbladen. De bloemlip is slank, drielobbig, met korte, smalle zijlobben met elk een kleine callus, een lancetvormige, teruggebogen middenlob en een in verhouding zeer lang en dun spoor. Het gynostemium is stevig en recht, met een eindstandige, ingedeukte, tweekamerige  helmknop met vier pollinia, vastgehecht aan het viscidium met behulp van een dun caudiculum.

## Taxonomie
Tipularia wordt tegenwoordig samen met de geslachten Calypso en Corallorhiza en nog enkele ander tot de tribus Calypsoeae gerekend.
Het geslacht telt zeven soorten. De typesoort is T. discolor.
- Tipularia cunninghamii (King & Prain) S.C.Chen, S.W.Gale & P.J.Cribb (2009)
- Tipularia discolor (Pursh) Nutt. (1818)
- Tipularia harae (Maek.) S.C.Chen (1987)
- Tipularia japonica Matsum. (1901)
- Tipularia josephi Rchb.f. ex Lindl. (1857)
- Tipularia odorata Fukuy. (1938)
- Tipularia szechuanica Schltr. (1924)

Geslachten: Aplectrum · Calypso · Changnienia · Corallorhiza · Cremastra · Dactylostalix · (Didiciea) · Ephippianthus · Govenia · Oreorchis · Tipularia · Yoania · Wullschlaegelia